# Julio Chiriboga Vera
Julio Arturo Chiriboga Vera (Huamachuco, 22 de diciembre de 1896 – Lima, 10 de julio de 1956) fue un filósofo y educador peruano. Destacó como catedrático de Filosofía y Educación de la Universidad Nacional Mayor de San Marcos y posteriormente fue rector de la Universidad Nacional de Trujillo. Como filósofo siguió las tendencias neokantianas y fue difusor del pensamiento de Nicolai Hartmann.
Fue uno de los fundadores de la Facultad de Educación (Universidad Nacional Mayor de San Marcos) junto a otros catedráticos como: Dr. Pedro Dulanto, Dr. José Jiménez Borja, entre otros.

## Biografía
Sus padres fueron José Nicolás Chiriboga y Rosa Vera Vargas. Sus estudios primarios los cursó en el Colegio Nacional San Nicolás de su pueblo natal. Pasó luego a Cajamarca, donde cursó la educación secundaria en el Colegio Nacional San Ramón. Se trasladó a Lima e ingresó a la Universidad de San Marcos donde cursó Letras, Derecho y Ciencias Políticas y Administrativas. Recibió gran influencia formativa de parte del catedrático y luego rector Alejandro Deustua, destacado filósofo.
Por intercesión de Mariano H. Cornejo (el ideólogo del régimen leguiísta), ingresó a la secretaría del Ministerio de Gobierno en 1919. Al cabo de unos meses fue enviado a París como secretario de la legación peruana, función que desempeñó hasta 1925. Aprovechó su estadía en la Ciudad Luz para incrementar sus conocimientos humanísticos, asistiendo como oyente libre a los cursos de Filosofía en La Sorbona y el Colegio de Francia, donde se impregnó de las nuevas teorías filosóficas y sobre la educación.
A su regreso fue incorporado a la secretaría del Ministerio de Relaciones Exteriores e integró la comisión nombrada por el gobierno para intervenir en el frustrado plebiscito de Tacna y Arica. Pasó luego a ser  secretario del presidente Augusto B. Leguía (1926-1930).
En 1928 retornó a las aulas universitarias, esta vez como docente en la facultad de Letras de la Universidad de San Marcos. Fue catedrático de Moral y Metafísica (1928-1931) y posteriormente catedrático titular de Metodología General y de Sistemas Educativos Contemporáneos en la Facultad de Educación. Asimismo, fue profesor de Filosofía en el Instituto Pedagógico Nacional de Varones (1929-1931).
Durante el receso de la Universidad de San Marcos, ejerció como profesor de educación secundaria (1932-1935). De vuelta al claustro universitario, fundó el Seminario de la Facultad de Letras (1935 - 1942), donde cumplió una notable labor en la formación de los jóvenes filósofos. Contribuyó también con la instauración de la cátedra sobre Filósofos Contemporáneos, y la fundación del Instituto de Filosofía.
En 1941 presidió la Comisión Organizadora del Instituto Psicopedagógico Nacional. Como representante de la educación peruana asistió a diversos congresos internacionales sobre educación. Su labor educativa progresista y creadora se hizo más patente con la fundación de la cátedra de Sistema Educativos Contemporáneos en la facultad de Educación, de la que fue primer profesor (1947).
Se volcó también con igual entrega al ejercicio de la docencia secundaria. Fue director de estudios del recién fundado Colegio Militar Leoncio Prado (1942-1949) y primer director de la Gran Unidad Escolar Melitón Carvajal (1949-1952).
Finalmente, fue nombrado rector de la Universidad Nacional de Trujillo en 1952. Lamentablemente, y cuando aún se hallaba en la flor de la madurez, fue aquejado por una grave enfermedad, por lo que tuvo que renunciar a su labor docente en 1955. Postrado en cama, no pudo recibir en persona las Palmas Magisteriales que el gobierno le otorgó ese mismo año. Falleció en la madrugada del 10 de julio de 1956 a los 59 años en el distrito limeño de Miraflores. Estuvo casado con Doña María Jesús del Carmen Chávez Herrera.

## Homenaje
En honor a su memoria, uno de los planteles integrantes del Colegio Melitón Carvajal lleva su nombre, como Escuela Pre-Vocacional Urbana N° 359 Julio A. Chiriboga. Del mismo modo, en los años 1960 se fundó en Lima una Escuela Normal que fue bautizada con su nombre.

## Obras
- Cogito ergo sum (1937).
- Deustua y la filosofía de los valores (1939).
- el método de los Seminarios en la Facultad de Letras
- Formas de vida del espíritu
- Reflexiones acerca de la educación del adolescente
- La formación del profesorado y crisis de la educación
- La formación del profesorado y la crisis de la educación
- Posibilidades de una metodología general de la Escuela Nueva
- Las Grandes Unidades Escolares
- Aspecto filosófico de la Educación
- La Orientación vocacional como base de la adaptación social
- Educación y transculturación
- Reflexiones sobre Pedagogía y Filosofía (1952), recopilación de sus mejores escritos, realizada por discípulos suyos.

Muchos artículos suyos sobre filosofía y educación aparecieron publicados en periódicos y revistas. Dictó también innumerables charlas y conferencias, pero no dejó una obra orgánicamente estructurada.